# Dörfl (Gemeinde Steinberg-Dörfl)
Dörfl (ungarisch: Dérföld, kroatisch: Drfelj) ist eine Ortschaft und Katastralgemeinde der Gemeinde Steinberg-Dörfl im Bezirk Oberpullendorf im Burgenland. Bis zur Fusionierung mit Steinberg trug die damals selbständige Gemeinde den Namen Dörfl im Burgenland.

## Geografie
Das Dorf liegt südwestlich von Oberpullendorf im Tal der Rabnitz, die westlich am Ort vorbeifließt, und kann über die Burgenland Straße erreicht werden.

## Geschichte
Nach langjähriger Zugehörigkeit zum Komitat Ödenburg und zum Bistum Raab gelangte der Ort im Jahr 1921 an Österreich. Laut Adressbuch von Österreich waren im Jahr 1938 in der Ortsgemeinde Dörfl ein Bäcker, ein Binder, zwei Fleischer, drei Gastwirte, drei Gemischtwarenhändler, eine Hebamme, eine Mühle, zwei Schmiede, zwei Schneider, vier Schuster, drei Tischler, ein Wagner, ein Zimmermeister und einige Landwirte ansässig. Beim Ort gab es auch zwei Ziegeleien. Bis zur Verschmelzung mit Steinberg am 1. Jänner 1971 bildete der Ort eine selbständige Gemeinde.

## Siedlungsentwicklung
Zum Jahreswechsel 1979/1980 befanden sich in der Katastralgemeinde Dörfl insgesamt 269 Bauflächen mit 162.979 m² und 205 Gärten auf 214.529 m², 1989/1990 gab es 277 Bauflächen. 1999/2000 war die Zahl der Bauflächen auf 835 angewachsen und 2009/2010 bestanden 382 Gebäude auf 861 Bauflächen.

## Bodennutzung
Die Katastralgemeinde ist landwirtschaftlich geprägt. 540 Hektar wurden zum Jahreswechsel 1979/1980 landwirtschaftlich genutzt und 805 Hektar waren forstwirtschaftlich geführte Waldflächen. 1999/2000 wurde auf 445 Hektar Landwirtschaft betrieben und 884 Hektar waren als forstwirtschaftlich genutzte Flächen ausgewiesen. Ende 2018 waren 392 Hektar als landwirtschaftliche Flächen genutzt und Forstwirtschaft wurde auf 899 Hektar betrieben. Die durchschnittliche Bodenklimazahl von Dörfl beträgt 40,7 (Stand 2010).

## Sehenswürdigkeiten
Die Wallfahrtskapelle Maria Bründl im Wald westlich des Ortes wurde 1720 errichtet, nachdem 1677 Wallfahrten zu einer Marienstatue neben der Quelle einsetzten.

## Persönlichkeiten
- Ludmilla Martinkovics (* 1935), ehemalige Landessekretärin der Frauenbewegung und Abgeordnete zum Landtag